# Filehajdar
Filehajdar este o arie protejată (arie specială de conservare — SAC, sit de importanță comunitară — SCI) din Suedia întinsă pe o suprafață de 64,6 ha, integral pe uscat.

## Localizare
Centrul sitului Filehajdar este situat la coordonatele 57°43′04″N 18°40′27″E / 57.7177°N 18.6742°E.

## Înființare
Situl Filehajdar a fost declarat sit de importanță comunitară în decembrie 1998 pentru a proteja 1 specie de plante. Situl a fost protejat și ca arie specială de conservare în martie 2011.

## Biodiversitate
Situată în ecoregiunea boreală, aria protejată conține 2 habitate naturale: Alvar nordic și șisturi calcaroase precambriene, Taiga vestică.
La baza desemnării sitului se află o specie protejată de  plante: dedițelul (Pulsatilla patens).
Pe lângă speciile protejate, pe teritoriul sitului au mai fost identificate 2 specii de nevertebrate.